# Karl Gegenbaur
Karl Gegenbaur (Würzburg, 21 agosto 1826 – Heidelberg, 14 giugno 1903) è stato un anatomista tedesco.

## Biografia
Frequentò l'Università di Würzburg dal 1845. Dopo aver ottenuto il dottorato, fece un viaggio in Sicilia e poi tornò al paese natio. Insegnò a Jena e, dal 1858, a Heidelberg. Dal 1894 al 1901 fu membro straniero della Royal Society.
La sua più conosciuta opera fu Grundzüge der vergleichenden Anatomie (1874). Al pari di Jacques von Bedriaga ed Ernst Haeckel diede importanza all'embriologia per lo studio degli organi omologhi in anatomia comparata.
Vinse, nel 1896, la medaglia Copley e divenne socio della Società Zoologica di Londra.
Fra le altre opere ricordiamo un manuale di anatomia umana e un'autobiografia (1901).
Fondò, nel 1875, la rivista Morphologisches jahrbuch.